# Ришони, Шира
Шира Ришони (ивр. שירה ראשוני‎; род. 21 февраля 1991, Холон, Израиль) — израильская дзюдоистка, выступающая в весовой категории до 48 килограммов, участница летних Олимпийских игр 2016 года и бронзовый призёр летних Олимпийских игр 2020 года (командный турнир).

## Ранние годы
Ришони родилась в Холоне в еврейской семье/ В пятилетнем возрасте мать отправила её учиться балету, несмотря на её желание заниматься дзюдо. Спустя два года Ришони всё ещё настаивала на дзюдо, и мать наконец сдалась и разрешила ей заниматься спортом.
У Ришони есть сёстры Ротем и Майя.
Она проживает в Эвен-Йехуда.

## Карьера
Ришони выиграла чемпионат Израиля по дзюдо среди женщин до 18 лет в 2009 и 2012 годах, а также завоевала серебро на соревнованиях в 2014 году и выиграла бронзовую медаль в 2007 и 2011.
В 2009 году Ришони выиграла золото на Играх Маккабиады 2009 и юниорском туре в Измире «Джехат Сенер».
В 2012 году она выиграла золотую медаль на Кубке мира в Ташкенте и стала бронзовым призёром в Бухаресте и Стамбуле. В 2013 году Шира выиграла золотую медаль Гран-при Ташкента и бронзовую медаль Гран-при Алматы, но получила травму на соревнованиях в Германии и в течение последующих шести месяцев восстанавливалась.
В 2014 году Ришони выиграла золотую медаль на European Open в Таллинне и бронзу на Гран-при Чеджу и на Pan American Open в Сан-Сальвадоре. В 2015 году она выиграла бронзовую медаль на турнире Большого шлема в Париже. В мае 2015 года она заняла 5-е место на World Masters в Рабате.
В 2016 году она выиграла серебряную медаль Гран-при Гаваны.
Ришони, занимавшая 20-е место в мире, выступала за Израиль на летних Олимпийских играх 2016 года в весовой категории до 48 кг, получив дополнительную квоту от Европы. На третьей минуте первого боя против украинки Марины Черняк она была дисквалифицирована за использование локтя во время захвата. После проигрыша она призналась, что не понимает, почему её дисквалифицировали: «Я все ещё в шоке, я чувствовала, что была готов, и мне больно, что я не смогла выложиться полностью и что все закончилось ещё до того, как началось. Я была удивлен решению судьи. Трудно описать словами, сколько вы отдаете, чем жертвуете и как сильно мечтаете об этом моменте. Конечно, невозможно себе представить, что это закончится именно так».
Ришони представляла Израиль на летних Олимпийских играх 2020 года в женской весовой категории до 48 кг. В первом матче она победила колумбийку Лус Альварес (иппон), после чего встретилась с Хулией Фигероа из Испании, которую также прошла. В четвертьфинале Ришони проиграла бывшей чемпионке мира из Монголии Мёнхбатын Уранцецег, попав в утешительную схватку, где оказалась сильнее тайваньской спортсменку Линь Чэнь-хао, но в поединке за бронзу проиграла двукратной чемпионке мира из Украины Дарье Билодед, заняв пятое место. Завоевала бронзу в командном турнире 31 июля.